# Jelena Jemčuková
Jelena Jemčuková (anglicky Yelena Yemchuk; * 22. dubna 1970, Kyjev) je americká profesionální fotografka, výtvarnice a filmová režisérka ukrajinského původu, známá spoluprací s hudební skupinou The Smashing Pumpkins.

## Mládí
Narodila se v Kyjevě v rodině sportovce a učitele. Její rodina se přestěhovala do Brooklynu v New Yorku, když byla Jelena teenager. Před odjezdem do Spojených států strávila Jemčuková léto v kulturně významné rekreační oblasti Kyjeva poblíž Dněpru zvané Hydropark, která se později stala inspirací pro stejnojmennou knihu z roku 2011. Jemčuková popisuje oblast jako „sovětskou verzi Coney Island“, přičemž lesy a nábřeží této oblasti se změnily na hřiště.
Navštěvovala Parson School of Design v New Yorku a ArtCenter College of Design v Pasadeně v Kalifornii.

## Kariéra
Jemčuková režírovala nebo spolurežírovala videa pro Zero a Thirty-Three. Podílela se také na uměleckém provedení alba Adore a související singly. Její fotografie se objevují na EP Zero, The Airplane Flies High a Rotten Apples. Dohlížela na umělecké vedení alba "Smashing Pumpkins" Machina / The Machines of God a objevila se ve videu k písni "Stand Inside Your Love". Poskytla také fotografie pro alba Savage Garden a Rufus Wainwright. Její módní fotografie byly prezentovány v zářijovém katalogu Urban Outfitters.
Své fotografie vystavovala v nadaci Dactyl Foundation. Její obrazy „odrážejí jejich jedinečný surrealistický přístup k umění se satirickými příběhy a nepopiratelnými východoevropskými vlivy“.
Její současné zaměření na módní fotografii začalo v roce 1997. Od té doby se snímky Jemčukové objevily v italském a japonském Vogue, The New Yorker a W a také fotografovala reklamní kampaně pro Kenzo, Cacharel a Dries Van Noten.
Od roku 1995 do roku 2003 spolupracovala se zpěvákem a frontmanem Pumpkins Billym Korganem. Během roku 2004 ji Korgan často zmiňoval na svém blogu a také spolu s Jemčukovou vytvořil obálku pro svou knihu Blinking with Fists.
V roce 2011 vydala Jelena svou první knihu Hydropark. Tato práce umožňuje Jemčukové vidět osobnější stránku, vzhledem k tomu, že většina její práce se točí kolem portrétování a módní fotografie. Fotografie publikované v knize byly pořízeny v letech 2005 až 2008.

## Soukromí
Jemčuková má dvě dcery s americkým hercem Ebonem Moss-Bakrakem, který je nejznáméjší díky své roli v seriálu Girls. na HBO. Jemčuková a Moss-Bahrah nyní (2020) žijí v Brooklynu v New Yorku.